# Ácido-alcohol resistencia

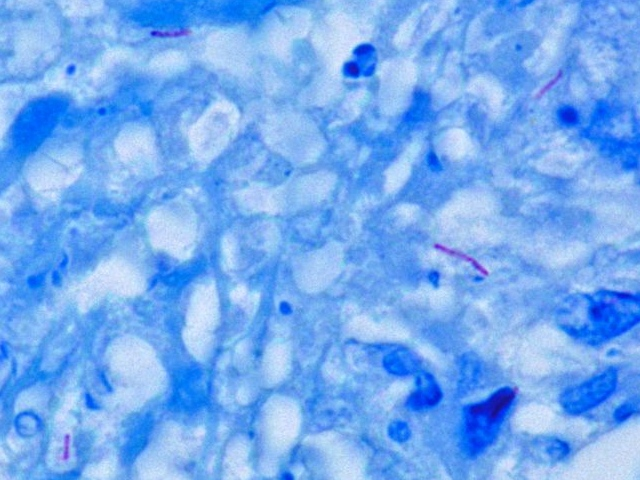
Mycobacterium tuberculosis (Teñida de Rojo) en un contraste (azul de metileno).

Ácido-alcohol resistencia es la propiedad física de algunas bacterias a la resistencia a la decoloración de la fucsina básica (rojo) la cual penetra en la célula por acción del fenol y el calor.
Las bacterias ácido-alcohol resistentes no pueden ser clasificados según la tinción de Gram, la cual es la técnica más común en la microbiología contemporánea, sin embargo puede ser teñido con algunas tinciones concentradas combinadas con calor. Una vez teñida tiene la capacidad de resistir la decoloración de una combinación de alcohol- ácido, el cual es el decolorante más común en los protocolos de tinción de bacterias, de donde viene el nombre Alcohol-ácido resistente.
La alta concentración de ácido micólico en la pared celular es la causante, como las bacterias del género Mycobacterium, de la baja absorción y alta retención de la tinción (fucsina). La forma más común para poder identificar este tipo de bacterias es a través de la técnica de tinción de Ziehl-Neelsen, donde la bacteria queda teñida en rojo y se agrega una tinción de contraste de nombre azul de metileno la cual permite apreciar de mejor forma la bacteria.

## Géneros de Bacterias Ácido-alcohol resistente
Es muy limitado el número de géneros de bacterias ácido-alcohol resistente:
- Mycobacterium
- Nocardia (se demuestra con la tinción de Kinyoun)
- Corynebacterium: No son consideradas ácido alcohol resistentes aunque presenta rasgos comunes con Mycobacterium (ácidos micólicos y meso-DAP)
- Clostridium